# Прокопович, Андрей Семёнович
Андрей Семёнович Прокопович (1757—1826) — протоиерей Русской православной церкви, педагог, ректор Харьковского коллегиума и духовный писатель

.

## Биография
Родился в 1757 году в Полтавской губернии (Новые Санжары); происходил из дворян.
Воспитание получил в Харьковском коллегиуме, где обучался с 1770 года грамматике, поэзии, риторике, философии, богословию, арифметике, греческому, латинскому и немецкому языкам и 22 февраля 1780, по окончании курса, рукоположен был во священника к Харьковской Николаевской церкви и в то же время назначен в Коллегиум учителем латинского языка и грамматики, которую он преподавал два с половиной года, одновременно с публичным преподаванием православного катехизиса по воскресным дням. 
В 1782—1788 годах был учителем истории и географии; в 1788 году возведён в сан протоиерея и назначен членом Харьковского духовного правления, где пробыл в течение 5 лет; в 1789 году он начал преподавать в Коллегиуме ещё и поэзию; в 1790 году определён учителем риторики, причем ему поручено было публичное изъяснение Евангелия по воскресным дням вместе с преподаванием катехизиса. В 1791 году был назначен учителем философии, в 1794 году определён префектом Коллегиума и преподавателем богословия.
В 1796 году переведён настоятелем Харьковского Успенского собора и с 1800 по 1807 год был, кроме того, кафедральным протоиереем в Покровском соборе. 

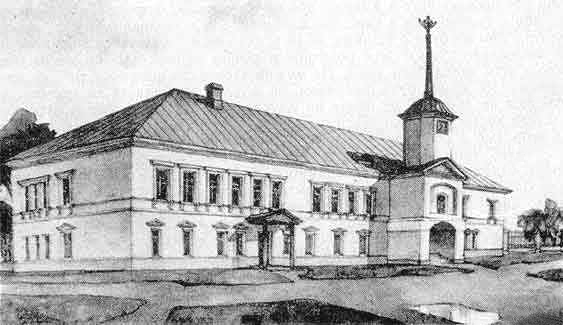
Здание Харьковского коллегиума (1721—1840)
Около 1810-х гг. Рисунок современника

Будучи ректором Коллегиума с 29 марта 1801 года, Прокопович продолжал исполнять должности префекта и профессора богословия и в этих должностях оставался и по преобразовании училищ в 1817 году. Кроме того, он в течение 24 лет был цензором проповедей, сочиняемых священнослужителями, учителями и студентами Коллегиума, 23 года был членом Консистории, 12 лет благочинным и исполнял различные особые поручения по делам церкви. 
В 1788 году был награждён золотым наперсным крестом, а в 1803 году орденом Святой Анны 2-й степени (в 1811 году получил алмазные знаки к ордену) — при именных рескриптах Александра I, отличие единичное по тем временам; в 1814 году он, кроме того, получил камилавку. 
В 1821 году у Прокоповича возникли трения с епископом Слободско-Украинским и Харьковским Павлом (Саббатовским), который всячески старался отстранить от дел властолюбивого протоиерея; он обвинил его в неправильном венчании одного помещика и в 1822 году удалил его от должности ректора Коллегиума и профессора богословских наук, а 17 января 1823 года Прокопович просил уволить его и от должности члена Консистории и цензора проповедей. Епископ Павел, не удовольствовавшись удалением Прокоповича от должностей, начал против него судебное дело в Консистории, которое окончилось не в пользу обвиняемого, — и он перенёс дело в Синод; который полностью оправдал его.
Скончался 29 января (10 февраля) 1826 года в Харькове, оставив о себе память строгого, но образцового школьного и епархиального администратора, ученого богослова, усердного и красноречивого проповедника и устроителя колокольни при Успенском соборе.